# Institut Max-Planck de physico-chimie des matériaux solides
L'Institut Max-Planck de physico-chimie des matériaux solides  (en allemand : Max-Planck-Institut für Chemische Physik fester Stoffe [MPI CPfS]) est une institution de recherche extra-universitaire portée par la Société Max-Planck pour le développement des sciences (MPG) et basée à Dresde. L'institut mène principalement des recherches fondamentales en sciences naturelles dans les domaines de la physique et de la chimie.

## Historique
En mars 1995, le Sénat de la Société Max Planck décide de fonder un nouvel institut à Dresde afin de contribuer à un paysage de recherche unifié dans une Allemagne unie et de créer un forum de coopération pour les deux disciplines de la chimie et de la physique des solides.
Les travaux de construction d'un nouveau bâtiment commencent en 1997 et sont achevés à la mi-2000. L'inauguration officielle du bâtiment de l'institut a eu lieu le 2 novembre 2001. Environ 210 employés travaillent actuellement à l'institut, dont 80 scientifiques et plus de 30 doctorants.

## Recherche
Les recherches concernent les phases intermétalliques avec des propriétés structurales, chimiques et physiques inédites. La recherche se concentre sur la réalisation et l'étude de composés intermétalliques, qui se caractérisent par des formes et des propriétés inhabituelles comme le magnétisme, la supraconductivité et les transitions métal-semiconducteur. La recherche commune aux équipes de l'institut vise les composés intermétalliques en vue de leur synthèse, l'équilibre liquide-vapeur, la chimie structurale et les liaisons chimiques ainsi que leurs propriétés chimiques et physiques. Une coopération étroite entre les deux disciplines que sont la chimie et la physique est de la plus haute importance dans la réalisation de cet objectif scientifique.
L'institut est divisé en quatre domaines de recherche, deux de chimie et deux de physique, et comporte six groupes de compétences expérimentales et un groupe de compétences théoriques. Les directeurs des domaines de recherche sont Liu Hao Tjeng (physique de la matière corrélée), Juri Grin (métallurgie chimique), Claudia Felser (chimie inorganique) et Andrew Mackenzie (physique de l'état solide).
Avec l'université des sciences et technologies de Pohang (POSTECH), l'institut gère un centre appelé le Max Planck-POSTECH/ Hsinchu Center for Complex Phase Materials pour concevoir des modèles physiques pour le comportement de corrélation des électrons dans les matériaux complexes et les transitions de phase. L'Institut Max-Planck de recherche sur l'état solide (MPI FKF) et diverses institutions de recherche à Taïwan sont également impliqués.

## International Max Planck Research Schools (IMPRS)
L'Institut est impliqué dans deux International Max Planck Research Schools (IMPRS).
L' International Max Planck Research School for Chemistry and  Physics of Quantum Materials est organisée sous la direction du MPI CPfS en collaboration avec l'Université de St Andrews (Écosse) et l'université technique de Dresde.
Par ailleurs l'institut, avec l'Institut Max-Planck de physique des systèmes complexes (MPI PKS) voisin et l'université technique de Dresde, est impliqué dans l'International Max Planck Research School for Dynamical Processes in Atoms, Molecules and Solids..